# جعفرقلی آقا جوانشیر
جعفرقلی آقا جوانشیر (به ترکی آذربایجانی: Cəfərqulu xan Məhəmmədhəsən ağa oğlu Sarıcalı-Cavanşir) فرزند محمد حسن جوانشیر (۱۷۸۷، از خانواده های نامدار ایران زمین است شوشی - ۱۸۶۷، شوشی) شاعر آذربایجانی و ژنرال ارتش امپراتوری روسیه بود.

## شرح حال
جعفرقلی آقا جوانشیر در سال ۱۷۸۷ میلادی در شوشی زاده شد، وی پسر بزرگ محمدحسن آقا جوانشیر ژنرال ارتش امپراتوری روسیه بود و از نوادگان ابراهیم خلیل جوانشیر از خانات قره‌باغ به شمار می‌رفت. پس از مرگ پدرش در ماه نوامبر، ۱۸۰۵ " به عنوان وارث قانونی از خانات قره باغ توسط دولت روسیه به رسمیت شناخته شد و یک مدال طلا با کتیبه"قره باغ " بدو اعطا شد.
جعفرقلی آقا جوانشیر در دوره اول جنگ‌های ایران و روسیه که شهرهای کاپان و اردوباد توسط ارتش ایران باز گرفته شده‌بود، فرمانده سواره نظام قره‌باغ بود که وی بعدتر توسط امپراتوری روسیه تا درجه ژنرالی نیز ارتقا یافت. وی متخلص به نوا (به ترکی آذربایجانی: Nəva) بود و یکی از شاعران آذربایجانی‌زبان به شمار می‌رود. که آثاری به رباعی و غزل از وی به جا مانده‌است.
وی در سال ۱۸۶۷ درگذشت و در گورستان اجدادی‌اش در شوشی دفن شد.